# Парлинг, Сигге
Сигвард «Сигге» Эмануэль Парлинг (швед. Sigvard «Sigge» Emanuel Parling; 26 марта Шаблон:DL-Ghtfv,ekf) — шведский футболист. Также играл в хоккей с мячом и хоккей с шайбой.
Избран в Зал славы шведского футбола под № 66 в 2019 году.

## Спортивная карьера
На протяжении своей карьеры выступал за «Юргорден» (1949—1960), «Сириус» (1960—1963) и «Ефле» (1963—1965). Занимал позицию левого полузащитника. Выступая за «Юргорден», сыграл 195 матчей и забил 12 голов. Дважды выигрывал чемпионат Швеции с «Юргорденом» — в 1955 и 1959 годах. Был игроком легендарной шведской сборной на чемпионате мира 1958, всего представлял свою страну в 38 матчах.
Являлся единственным игроком из «Юргордена», который сыграл в финале Кубка мира.
Выступая за клуб по хоккею с мячом «Сириус» был чемпионом Швеции 1961 года, со сборной Швеции на чемпионате мира 1961 года стал вице-чемпионом.